# Panicowo
Panicowo (bułg. Паницово) – wieś w Bułgarii, w obwodzie Burgas, w gminie Nesebyr. W 2023 roku liczyła 113 mieszkańców.